# L'Echo français
L'Echo français ("El eco francés" en francés') era un periódico quincenal mexicano escrito en francés publicado en la Ciudad de México. El periódico fue fundado el 26 de enero de 1902 y se publicó hasta 1925 cuando cerró sus operaciones.
El fundador del periódico era Anatole (alias Henri) Papillaud, aunque Papillaud se fue de México unos cuantos meses después del lanzamiento de la publicación. Era uno de los dos periódicos en francés principales en México a principios del siglo XX. Sus oficinas estaban ubicadas en la calle Uruguay 95.
Más tarde el periódico pasó a estar en las manos de Max Athénosy. Finalmente en 1925 el diario fue fusionado con Courrier du Mexique.